# Nummuli
Als Nummuli werden kleine scheiben- oder münzförmige Ansammlungen von Substanzen in der oberflächlichen Hornhaut des Auges bezeichnet. Nummuli bewirken Hornhauttrübungen. Nummuli bilden sich beim Abheilen der Keratoconjunctivitis epidemica. Beim Auftreten dieser Nummuli besteht keine Ansteckungsgefahr mehr. Zudem können Nummuli nach einer Keratoplastik auftreten. Nummuli entstehen durch eine zelluläre Entzündungsreaktion gegen das Adenovirus- bzw. nach einer Keratoplastik gegen das HLA-Antigen.  Die dadurch entstehenden Infiltrate bestehen aus Immunkomplexen und einer Ansammlung von Fibroblasten, Histiozyten und Lymphozyten.

## Komplikationen und Verlauf
Der Erkrankte kann durch die Lichtstreuung dieser Nummuli in seiner Sehschärfe stark beeinträchtigt werden, weil ein Blendeffekt durch die Streuung entsteht. Die Beeinträchtigung kann Wochen bis Monate anhalten, bis sie sich durch die Zurückbildung der Nummuli bessert. In seltenen Fällen bestehen eine Beeinträchtigungen der Sehkraft darüber hinaus.

## Therapie
Die therapeutische Anwendung von Ciclosporin in Form von Augentropfen in der chronischen Phase der Erkrankung kann den Rückgang der Nummuli beschleunigen. Teilweise wird auch zur operativen Abtragung geraten.